# النقيل (إب)

تعديل مصدري - تعديل

النقيل محلة تابعة لقرية النافش، التابعة لعزلة ميتم بمديرية إب إحدى مديريات محافظة إب في الجمهورية اليمنية.، بلغ تعداد سكانها 162 حسب تعداد اليمن لعام 2004.